# 布伦斯贝克
布伦斯贝克是德国石勒苏益格－荷尔斯泰因州的一个市镇。总面积14.42平方公里，总人口1648人，其中男性818人，女性830人（2011年12月31日），人口密度114人/平方公里。